# (5604) 1992 FE
(5604) 1992 FE is an Aten-type gần Trái Đất Hành tinh vi hình. Nó được phát hiện bởi Robert H. McNaught ở Đài thiên văn Siding Spring ở Canberra, Australia, ngày 26 tháng 3 năm 1992.